# Sứ thần Tòa Thánh tại Hoa Kỳ

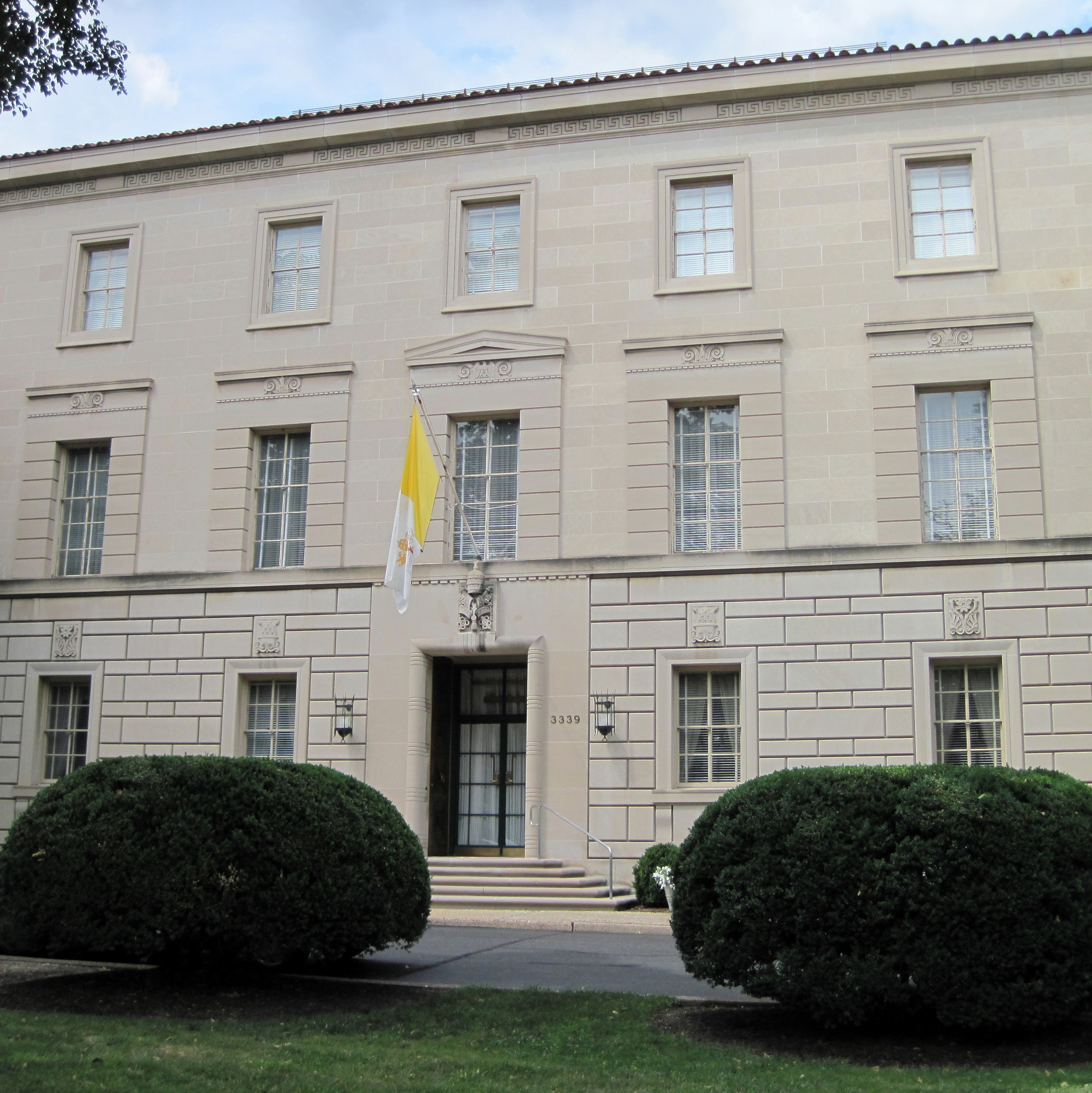
Tòa Đại Sứ Công Giáo Hoa Kỳ tọa lạc ở số 3339 Massachusetts Avenue, Northwest, Washington, D.C.

Sứ thần Tòa Thánh tại Hoa Kỳ là chức danh cơ quan ngoại giao của Tòa Thánh Công Giáo tại Hoa Kỳ (tương đương Đại sứ quán của một quốc gia này đặt trên lãnh thổ của một quốc gia khác). Vị Sứ thần hiện nay là Tổng giám mục Christophe Pierre, do Giáo hoàng Phanxicô bổ nhiệm vào ngày 12 tháng 4 năm 2016.
Sứ thần Tòa Thánh đảm trách công việc ngoại giao (làm đại sứ) của Tòa Thánh tại Hoa Kỳ, và đại điện cho giáo hoàng tiếp xúc với hàng giáo phẩm Công giáo tại Hoa Kỳ, các liên lạc từ Hội đồng Giám mục lẫn các giáo phận ở Hoa Kỳ sang Tòa Thánh đều thông qua Tòa Sứ thần này. Chức vụ Sứ thần Tòa Thánh tại Hoa Kỳ được coi là một vị trí rất quan trọng trong mối Quan hệ ngoại giao Hoa Kỳ - Tòa Thánh, do đó, thường là một nhà ngoại giao rất có kinh nghiệm của Tòa Thánh. Trong lịch sử, những ai từng đảm trách chức vụ này thường được vinh thăng lên chức hồng y ngay sau khi ông hết nhiệm vụ, và được bố trí vào các chức vụ cao cấp ở Vatican.
Ngoài nhiệm vụ ngoại giao, Sứ thần Tòa Thánh tại Hoa Kỳ cũng đóng vai trò tham vấn quan trọng trong việc bổ nhiệm các giám mục tại quốc gia này.